# آیدان مک‌آردل
آیدان مک‌آردل (به انگلیسی: Aidan McArdle) (زاده ۱۹۷۰)، بازیگر ایرلندی است.
از فیلم‌های معروف او می‌توان به بازی در فیلم طلسم الا اشاره کرد.